# Heinrich Klüver
Heinrich Klüver, född 25 maj 1897, död 8 februari 1979, var en tysk-amerikansk psykolog.
Heinrich Klüver var från 1923 bosatt i Förenta staterna och från 1938 professor i experimentell psykologi vid Chicagos universitet. I sitt huvudarbete, Behavior mechanisms in monkeys (1933), gav Klüver en bild av varsleblivnings- och förnimmelsorganisationen hos vissa apor och påvisade deras stora likheter med människans. Klüver behandlade i sina skrifter framför allt eidetik och personlighetstypologi.